# Козлов, Борис Владимирович
Бори́с Влади́мирович Козло́в (30 октября 1934, д. Ильино, совр. Тверская область — 5 августа 1985, Новосибирск) — советский работник промышленности, директор Новосибирского завода № 677 (1974—1985).

## Биография
Родился 30 октября 1934 года в Ильине Удомельского района на территории современной Тверской области. Из семьи служащих.
В 1959 году окончил Ленинградский военно-механический институт, после чего был принят на Владимирское предприятие п/я-50: технолог, старший мастер, заместитель начальника цеха, председатель профкома, начальник производственного отдела, заместитель главного инженера.
С 1974 по 1985 год возглавлял Новосибирский завод № 677. В период его руководства предприятие прошло реконструкцию производства, что послужило росту производительности труда. При нём также были построены база отдыха в Бибееве и несколько девятиэтажных зданий.
Депутат Новосибирского городского совета и Ленинского районного совета Новосибирска.

## Награды
Ордена Трудового Красного Знамени, Дружбы народов, «Знак Почёта», медали.